# Ramón de Campoamor y Campoosorio
Ramón María de las Mercedes de Campoamor y Campoosorio (n. 24 septembrie 1817 - d. 11 februarie 1901) a fost un poet, dramaturg și filozof spaniol de factură romantică.
Din 1861 este membru al Academiei Regale Spaniole.

## Opera
- 1838: O femeie generoasă ("Una mujer generosa");
- 1842: Fabule morale și politice ("Fábulas morales y politicas");
- 1846: Plângeri ("Doloras");
- 1862: Polemici cu democrația ("Polémicas con la Democracia");
- 1862: Metafizica ce dă splendoare limbajului ("La metafísica limpia, fija y da esplendor al lenguaje");
- 1865: Absolutul ("Lo Absoluto ");
- 1871 - 1892: Mici poeme ("Pequeños poemas");
- 1883: Artă poetică ("Poética");
- 1886: Capricii ("Humoradas").

A condus revista El Español.